# 田原市図書館
田原市図書館（たはらしとしょかん）は、愛知県田原市の公共図書館の総称。

## 概要
渥美郡田原町は2003年に渥美郡赤羽根町を編入して市制施行し、2005年には渥美郡渥美町を編入している。合併前の自治体はそれぞれ図書館を設置しており、合併により田原市の設置する図書館となった。田原市図書館は、旧田原町域にある田原市中央図書館（田原市中央図書館）、旧赤羽根町域にある田原市赤羽根図書館（たはらしあかばねとしょかん、分館）、旧渥美町域にある田原市渥美図書館（たはらしあつみとしょかん、分館）の3館からなり、移動図書館車2台を保有している。

## 利用案内
田原市図書館の休館日は月曜日である。2003年度までは国民の休日も閉館としていたが、2004年度からは国民の休日も開館している。2006年8月3日からは中央図書館に限り、試験的に木曜日の開館時間を午後8時までとした。この試験的な開館時間の延長は、2020年3月まで続けられた。赤羽根図書館はほかの2館よりも開館時間が短い。
貸出カードの作成可能者は田原市在住者・田原市内在学在勤者に限定しておらず、身分確認ができれば市外在住者でも貸出利用が可能である。2011年に発生した東日本大震災の被災者限定ながら、身分証がない場合でも自己申告で貸出利用が可能である。
中央図書館ではほぼすべての閲覧席に持ち込みパソコン用の電源コンセントを設置している。無線LANを導入しており、持ち込みパソコンでのインターネット利用も可能である。

### 開館時間
- 中央図書館・渥美図書館[10]
  - 火曜日から金曜日 : 10:00 - 19:00
  - 土日・祝日 : 10:00 - 17:00
- 赤羽根図書館[11]
  - 水曜日から金曜日 : 10:00 - 17:00
  - 土日・祝日 : 10:00 - 17:00

※ 12:00 - 13:00は、カウンター業務（貸出・返却など）を休止。

### 休館日
- 中央図書館・渥美図書館[10]
  - 月曜日（祝日の場合はその直近の平日）、館内整理日（毎月第2金曜日）、年末年始（12月28日 - 1月4日）、特別整理期間
- 赤羽根図書館[11]
  - 月曜日・火曜日（祝日の場合はその直近の平日）、館内整理日（毎月第2金曜日）、年末年始（12月28日 - 1月4日）、特別整理期間

## 特色

### 蔵書数
新図書館の蔵書用に、1998年度から2001年度までの4年間に1億5,660万3,042円を投じて、6万4,547冊の図書と2,863点の視聴覚資料を購入した。開館年を中心とする3年間の図書購入費用は3億6,800万2,956円である。開館した2002年度から2004年度までの3年間の図書購入費用は2億1,139万9,914円である。2002年度には中央図書館と移動図書館車用の購入費が多く、2003年度と2004年度は赤羽根図書館用の購入費が多かった。
2017年度の蔵書点数は49万8,851点であり、図書が44万4,742点、雑誌が3万4,337点、視聴覚資料が1万9,772点である。同年度の購読タイトル数は雑誌が413点、新聞が25点である。同年度の予算は当初予算が1億3,826万2,000円である。
量よりも質を重視した選書を行っており、特に郷土資料・外国語資料・児童書が充実している。農業が盛んな田原市には農業に従事する中国人労働者が多いため、中国語の図書が人気だという。一般図書以外には録音図書・点字図書・大活字本などが豊富にそろっている。雑誌の種類が多いのも特徴であり、2003年度には日本全国の同規模自治体の中で塩尻市立図書館に次ぐ第2位だった。
| 田原市図書館の概要（2014年） | 田原市図書館の概要（2014年） | 田原市図書館の概要（2014年） | 田原市図書館の概要（2014年） | 田原市図書館の概要（2014年） |
| ---------------------------- | ---------------------------- | ---------------------------- | ---------------------------- | ---------------------------- |
|                              |                              |                              |                              |                              |
| 名称                         | 延床面積 （m2）              | 蔵書数 （冊）                | 貸出数 （冊）                | 開館日                       |
| 中央図書館                   | 3,972                        | 312,155                      | 711,696                      | 2002年8月2日                 |
| 赤羽根図書館                 | 341                          | 37,841                       | 35,994                       | 1992年11月3日                |
| 渥美図書館                   | 1,693                        | 129,281                      | 131,780                      | 1994年6月9日                 |
| 合計                         |                              | 479,277                      | 879,470                      |                              |

### 貸出冊数
| 1人あたり年間貸出点数（2004年） | 1人あたり年間貸出点数（2004年） | 1人あたり年間貸出点数（2004年） | 1人あたり年間貸出点数（2004年） | 1人あたり年間貸出点数（2004年） |
| ------------------------------- | ------------------------------- | ------------------------------- | ------------------------------- | ------------------------------- |
| 自治体                          |                                 |                                 |                                 | 点数                            |
| 田原市                          | 田原市                          |                                 | 14.6                            | 14.6                            |
| 愛知県平均                      | 愛知県平均                      |                                 | 6.4                             | 6.4                             |
| 名古屋市                        | 名古屋市                        |                                 | 5.3                             | 5.3                             |
| 豊橋市                          | 豊橋市                          |                                 | 3.9                             | 3.9                             |

2002年8月2日に開館してから1年間の入館者数は約43万人、貸出点数は約50万点であり、住民1人あたりの貸出点数は愛知県の自治体中最多だった。2003年9月3日時点では1万7,649人が登録しており、うち1万3,021人は田原地区（人口の35.2%）、447人は赤羽根地区、925人は渥美町、2,953人は豊橋市在住者だった。2005年6月18日時点の登録者数は1万7,027人が田原市（田原地区と赤羽根地区）、1,510人が渥美町、6,429人が豊橋市在住者であり、隣接自治体の住民にも親しまれている。特に女性の利用者が多いという。
2002年度（開館初年度）の1日平均貸出点数は1,601点だったが、2003年度には前年比19.7%増、2004年度には前年比7.5%増、2005年度には前年比8.7%増と数字を伸ばした。2003年度の住民1人あたりの年間貸出冊数は14.9冊、2004年度は14.6冊、2005年度は17.6冊だった。2004年度の愛知県平均は6.4冊であり、田原市図書館は愛知県の54自治体中最高だった。2010年度の住民1人あたりの年間貸出冊数は14.4冊であり、愛知県下第2位、全国の人口同規模自治体中第2位だった。
2003年には愛知県図書館の横断検索システムに加入したために他館への相互貸借が急増。国立国会図書館の総合目録ネットワークにも参加した。隣接する豊橋市や静岡県西部の住民も田原市図書館を利用しており、2003年度の利用者の3分の1は田原市外在住者だった。2004年度の貸出冊数は64万点を超え、土日祝日には1日の貸出冊数が3,000点を超える日も珍しくなくなった。相互貸借の冊数も増加し、他館への貸出数が借受数を上回った。2005年には文献のリクエスト件数が大幅に増加。東海地区図書館協議会に加盟したことで、大学との相互協力の利便性が高まった。
2003年度までの貸出期間は最大1週間・貸出冊数は最大2点だったが、2004年度には貸出期間を最大2週間・貸出冊数を最大4点に変更し、また視聴覚資料の貸出規則を4点3週間に変更。国民の休日も開館としたことで、年間の開館日が増加した。2014年11月から12月には改装による休館を控えた渥美図書館で、貸出点数制限を撤廃する試みを行った。2016年5月から6月には全館で同様の試みを行った。

### 取組み

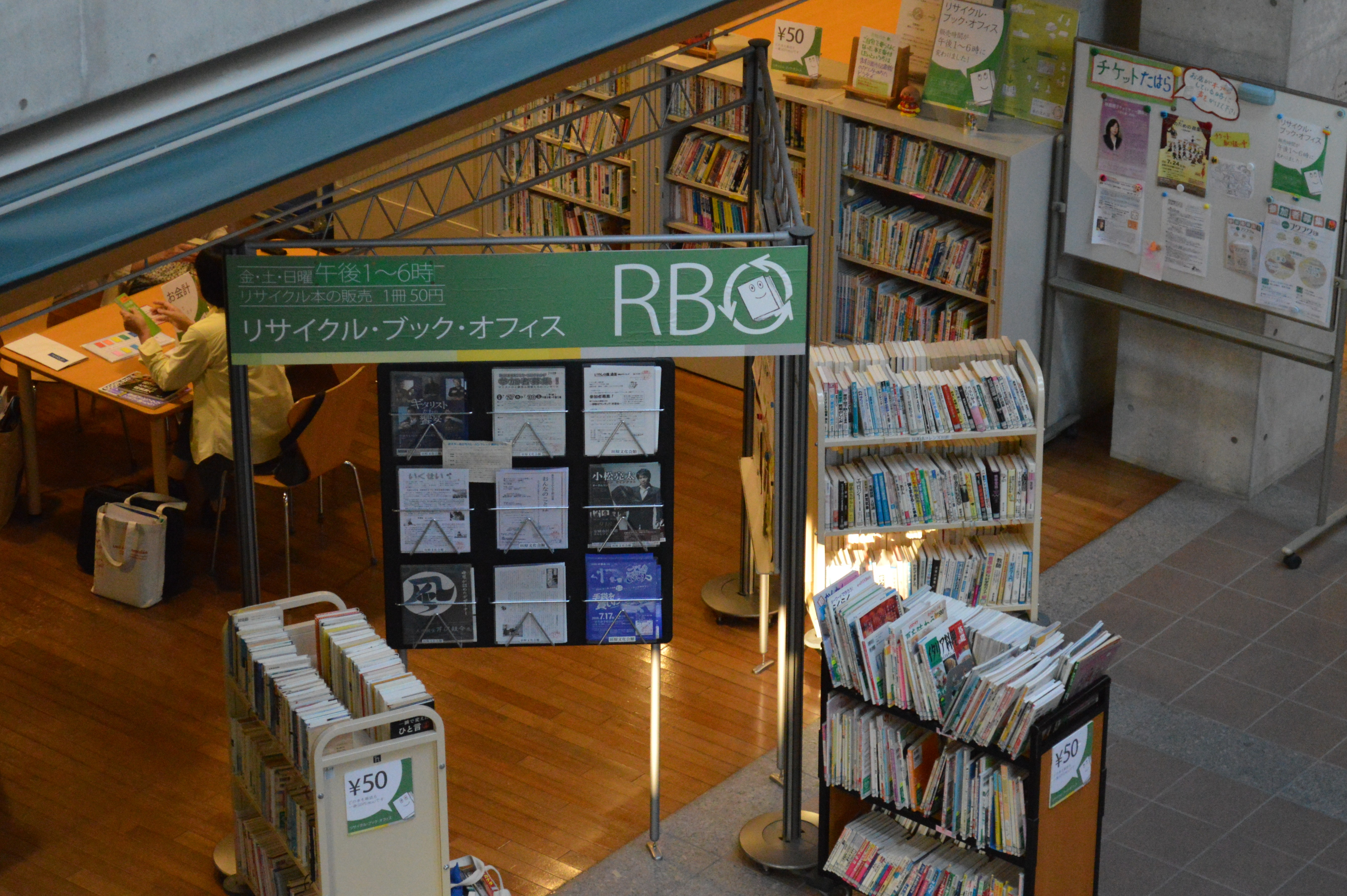
リサイクル・ブック・オフィス

2017年度末時点の職員数は正職員が10人、嘱託員が21人、臨時職員が5人である。高水準の図書館サービスを提供するため、職員は正規・非常勤を問わず、全員が司書資格保有者である。全職員が業務内容別の担当（庶務、児童、ヤングアダルト、BM、参考郷土、視聴覚資料、逐次刊行物、リクエスト、ハンディキャップ、元気はいたつ便など）を受け持っている。
地域活性化を目的として、2009年からは予約数の多い書籍などに関して田原市内の書店での購入を積極的に勧めている。日本図書館協会によると図書館が書店での図書の購入を斡旋するのは異例の取組みだという。
2010年に就任した豊田館長は、館長・分館代表・担当責任者による経営会議を毎週開催することで諸問題の解決に取り組んでいる。2011年には自治体ではなく図書館員自らが「田原市図書館の目標」を作成し、さまざまな手法を用いて自律的なチーム形成に取り組んでいる。2012年度からはガラス張りの館長室を用いて、毎月1回の頻度で市民団体企画などを語り合うサロンを開催している。
2012年4月12日には市民団体「田原市図書館サポーターズ・おおきなかぶ」が活動を開始。図書館からの除籍本や、受入を行わなかった寄贈本などは、「おおきなかぶ」などが運営するリサイクル・ブック・オフィス内に集められる。これらの書籍は1冊50円で販売され、NPO法人が収益で書籍を購入して田原市図書館に寄贈している。

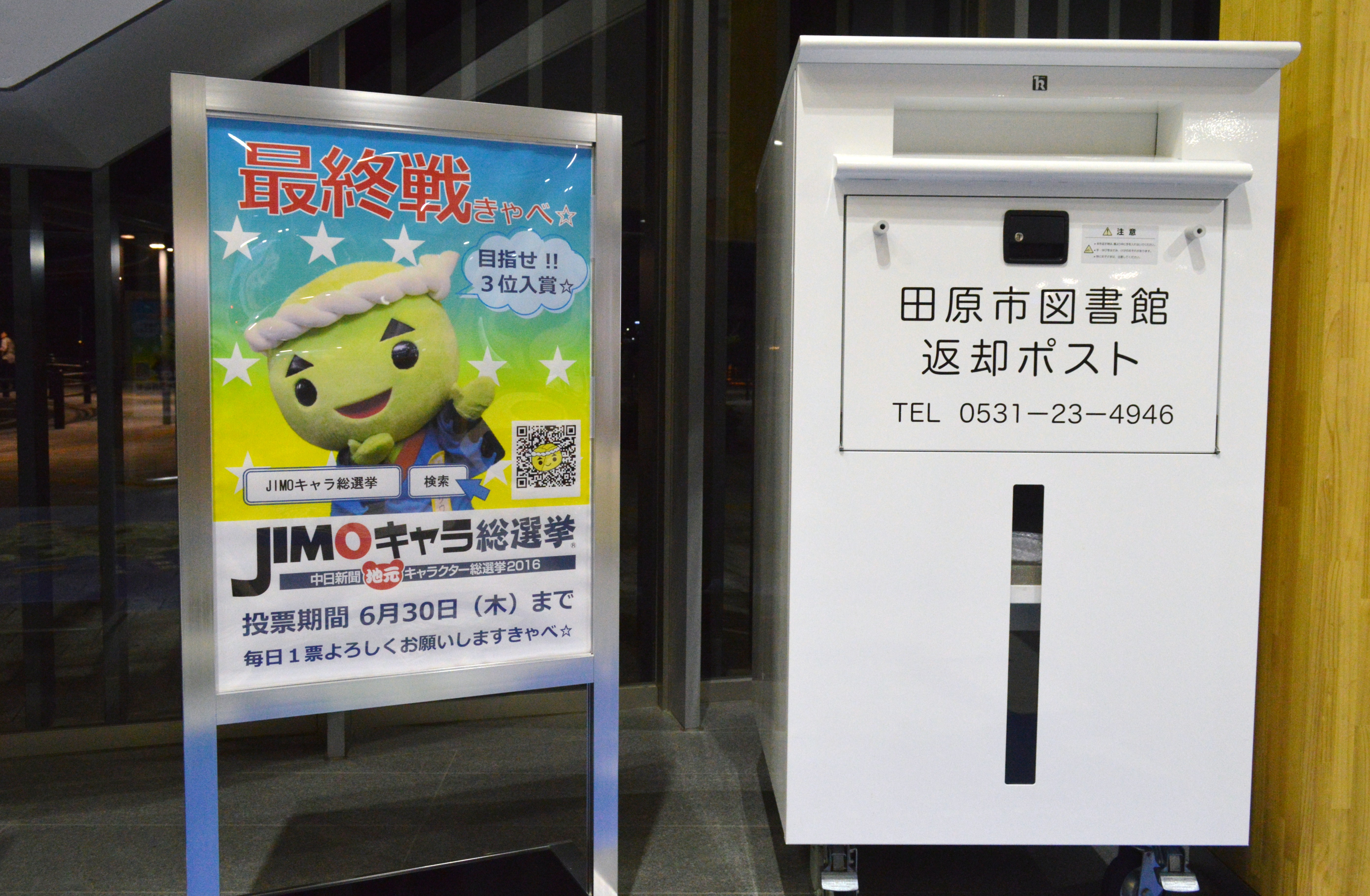
三河田原駅交流ひろばにある図書返却ポスト

2013年10月に豊橋鉄道渥美線三河田原駅の新駅舎が完成すると、11月には田原市の玄関口である三河田原駅交流ひろばに図書の返却ポストが設置された。2013年11月16日、17日には「まちほん～田原まちじゅう本想い～」というイベントを開催し、参加者が一箱分の古書を持ち寄る古本市、東三河地方初となるブクブク交換、本好きが集まるトークイベントなどを行った。図書館員の私的な交流を発端として、隣接する豊橋市の大清水まなび交流館との連携の動きもみられる。

#### 講演会/トークイベント
- 2002年9月1日「図書館講演会」 : 斎藤惇夫（児童文学作家）[42]
- 2004年1月17日「図書館講演会」 : 木之下晃（写真家）[43]
- 2005年12月3日「図書館講演会」 : 辻由美（作家・翻訳家）[44]
- 2006年2月11日「図書館講演会」 : 池上彰（ジャーナリスト）[44]
- 2007年1月28日「図書館講演会」 : 養老孟司（解剖学者）[45]
- 2008年2月9日「図書館講演会」 : 池田香代子（『世界がもし100人の村だったら』構成者）[46]
- 2009年2月22日「図書館講演会」 : 藤田紘一郎（免疫学者）[47]
- 2013年2月10日「トークイベント」 : 村松友視（作家）、桑原茂夫（編集者）[48]
- 2013年11月17日「対談トークイベント」 : 金原瑞人（翻訳家）、東雅夫（文芸評論家）[49]
- 2014年9月20日「トークイベント」 : 光浦靖子（タレント、田原町出身）[19]

#### 児童・高齢者に対する取り組み

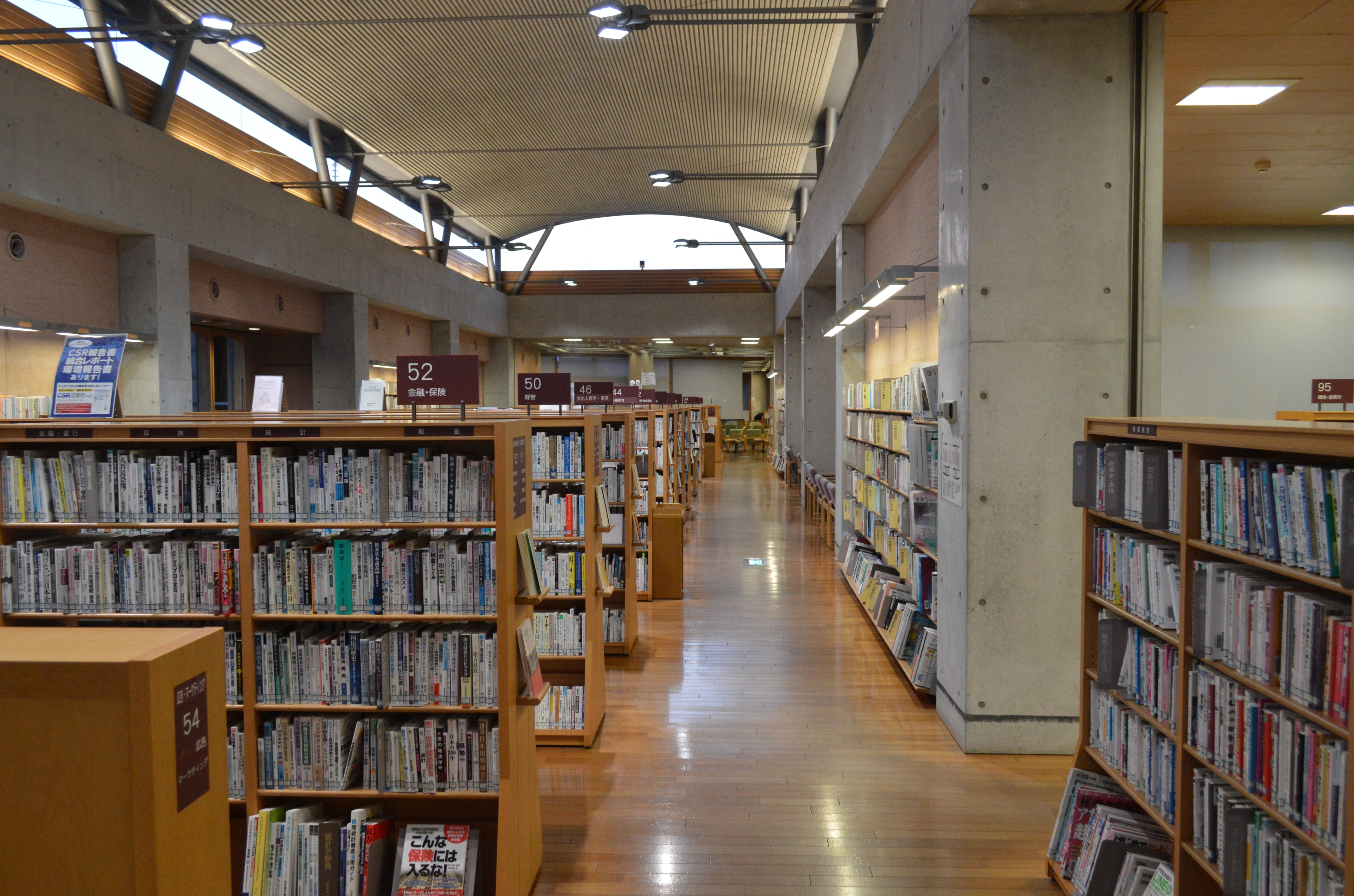
1階の開架書架

小学校への移動図書館車巡回・おはなし会・こどもブックスフェスタ・読書感想画コンクールなど、子どもを対象にした活動を積極的に行っている。2004年8月にはブックスタート制度を開始し、市内在住乳児の4か月児検診の際に絵本などをプレゼントしている。同年11月1日には「田原市子ども読書推進計画」を制定した。2004年度の小学生1人あたり貸出冊数は31.4冊であり、全国平均の2倍近い数字を記録した。これらの取り組みが評価されて、2007年4月には文部科学大臣表彰を受けた。
図書館内のコンペで考案された「元気はいたつ便」は田原市議会で承認され、2011年度から市内の巡回を開始した。「元気はいたつ便」は高齢者や障害者のための図書資料の配達サービスや団体貸出サービスであり、田原市内の高齢者福祉施設を対象としている。2016年には「元気はいたつ便」が厚生労働省の老人保健健康増進等事業内の「認知症の私と輝く」大賞を受賞した。

#### SNSを用いた取り組み
田原市図書館はソーシャル・ネットワーキング・サービス（SNS）を積極的に用いて市民との交流を行っている。開館11周年記念日の2013年8月2日には公式Twitterアカウントを開設し、開設からわずか2か月半で年度目標（フォロー数200人）近くに達した。情報発信よりも受信を重視しており、ユルいツイートが好評を博している。相互フォローを行っているほか、できる限りの範囲で返信を行っている。田原市役所や地元新聞社から得た情報など、図書館以外のイベントや出来事を紹介することも多い。
2015年4月1日にはエイプリルフールであることを断ったうえで、図書館に「屋外プールと露天風呂を設置することを発表」した。2016年のエイプリルフールには『キャベツ図書館』への改名と、豊田館長の辞任・田原市のゆるきゃら「キャベゾウ」新館長の就任が発表されている。2015年には男性館員による「男らしさ of the year」の投票をSNS上で受け付け、2016年3月には田原市図書館Twitterアカウントがキャベゾウとしりとりで対決した。

## 中央図書館

### 基礎情報
- 名称 : 田原市中央図書館

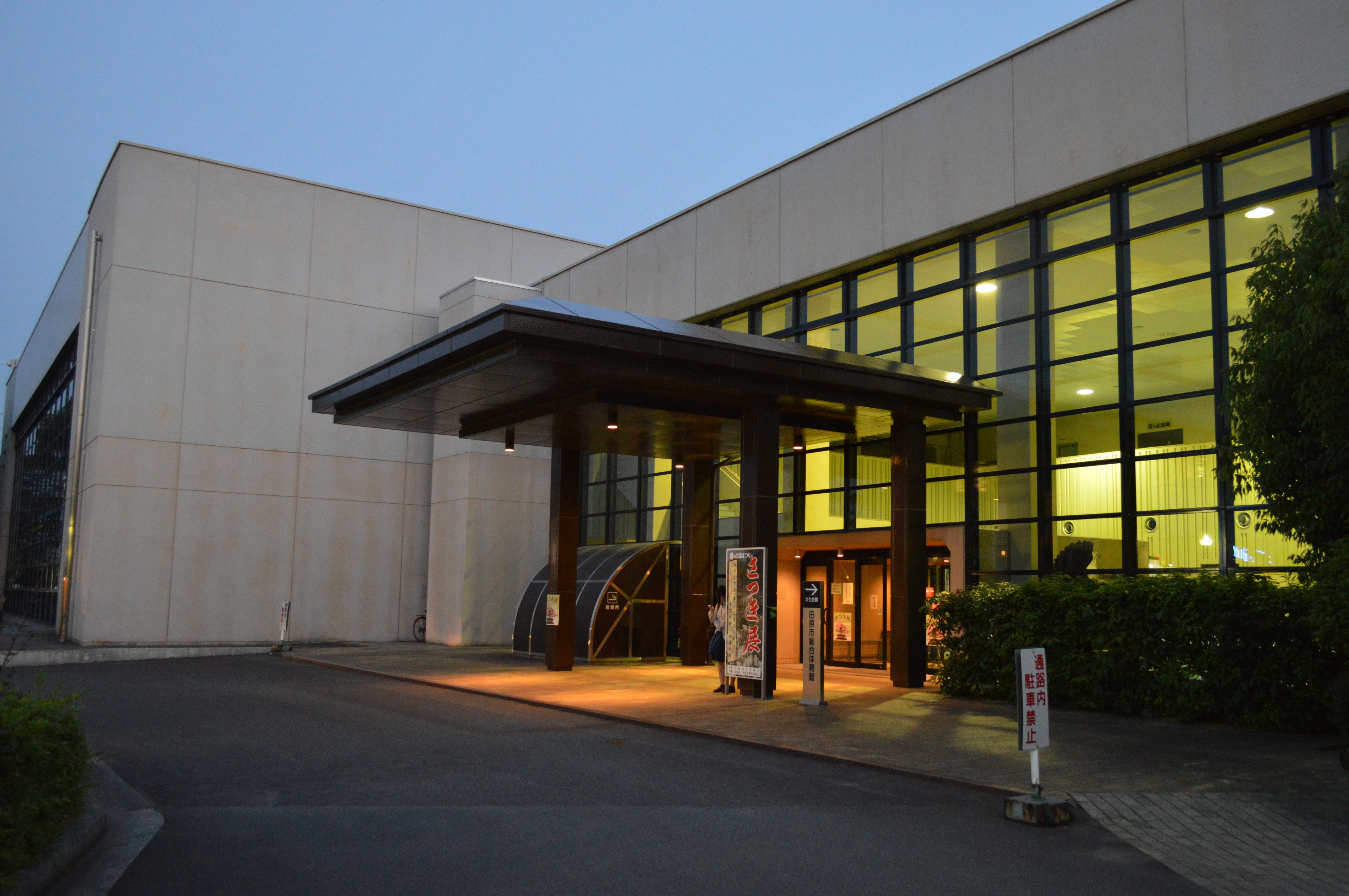
敷地を共有する田原文化会館

- 旧称 : 田原町文化会館図書室、田原町図書館
- 構造 : 鉄筋コンクリート造・一部鉄骨造、地上3階・塔屋1階[64]
- 延床面積 : 3,972m2[65][12]
- 所在地 : 441-3421 愛知県田原市田原町汐見5番地北緯34度40分16.9秒 東経137度16分26.8秒 / 北緯34.671361度 東経137.274111度
- 蔵書数 : 30万3,082点（2012年）[66]

田原市中央図書館は田原市中心部の複合施設内にあり、田原文化会館、田原市総合体育館、田原市情報センターと敷地を共有している。この複合施設の東側には汐川が流れており、愛知県道28号を挟んで北側にはイオン田原がある。このように良好な立地条件のために、他施設を利用するついでに図書館を利用する市民が多くみられる。豊橋鉄道渥美線三河田原駅から徒歩約15分の場所にあり、田原市ぐるりんバスによって田原市内の主要施設と結ばれている。1階の一般開架と2階の開架書庫に20万点、BM書庫に2万点、3階の閉架書庫に13万点の、計35万点の収蔵能力を持つ。

### 建物

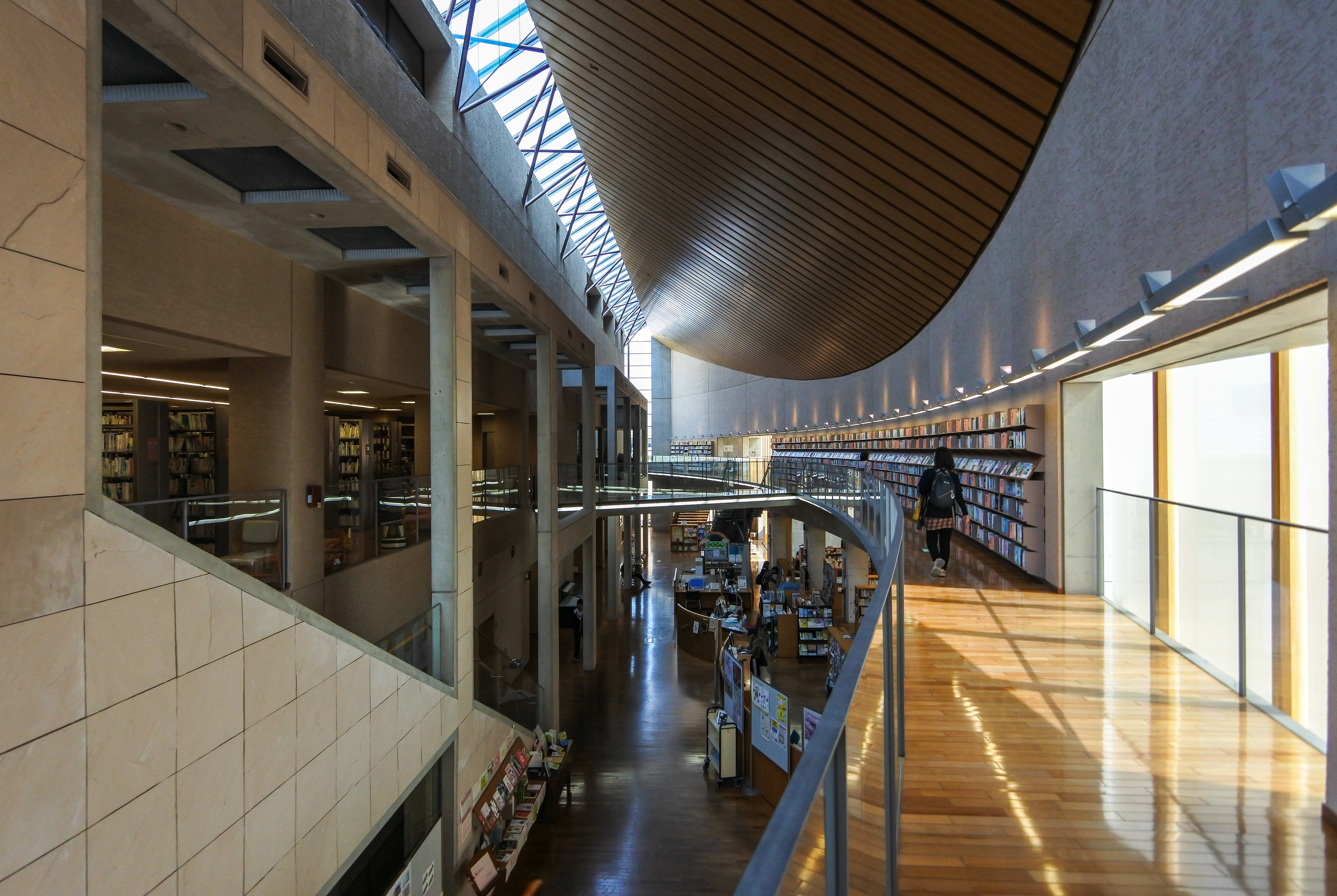
図書館内部

設計は和（やまと）設計事務所、施工は戸田建設と八木工務店。既存の田原文化会館・田原市総合体育館に接する形で図書館を建設し、共有部分を円形の吹き抜け天井（アトリウム）でつないでいる。図書館はこの複合施設の核となる存在であり、図書館建設の際には既存施設も大改修を行っている。エントランス空間である円形アトリウムから見ると、南側に図書館が、北西側に文化会館が、北東側に総合体育館がある。図書館が入居する複合施設はアトリウムと遊歩道（プロムナード）を中心としており、文化会館・体育館に自由にアクセスすることができる。この複合施設は情報センターの機能も有し、住民活動に使用できるフリースペースがある。
既存施設南側にある東西200メートル×南北45メートルの細長い空間が図書館の建設用地となった。図書館は3階建であり、1階が一般開架、2階が開架書庫や会議室、3階が閉架書庫などである。1階の一般開架は東西125メートル×南北33メートルであり、横に長い吹き抜け通路（ガレリア）が設けられている。
建物の南面に壁を設けて直射日光を避けつつ、6つの中庭と3つのテラスを設けて自然光を取り入れている。開架棚は間仕切りを少なくし、回遊性を持たせている。計400席以上の読書席が配置され、その形態は近くの資料の性質に応じてさまざまである。植樹の近くにソファベンチを置き、書架は低くして圧迫感を減らすなどしている。

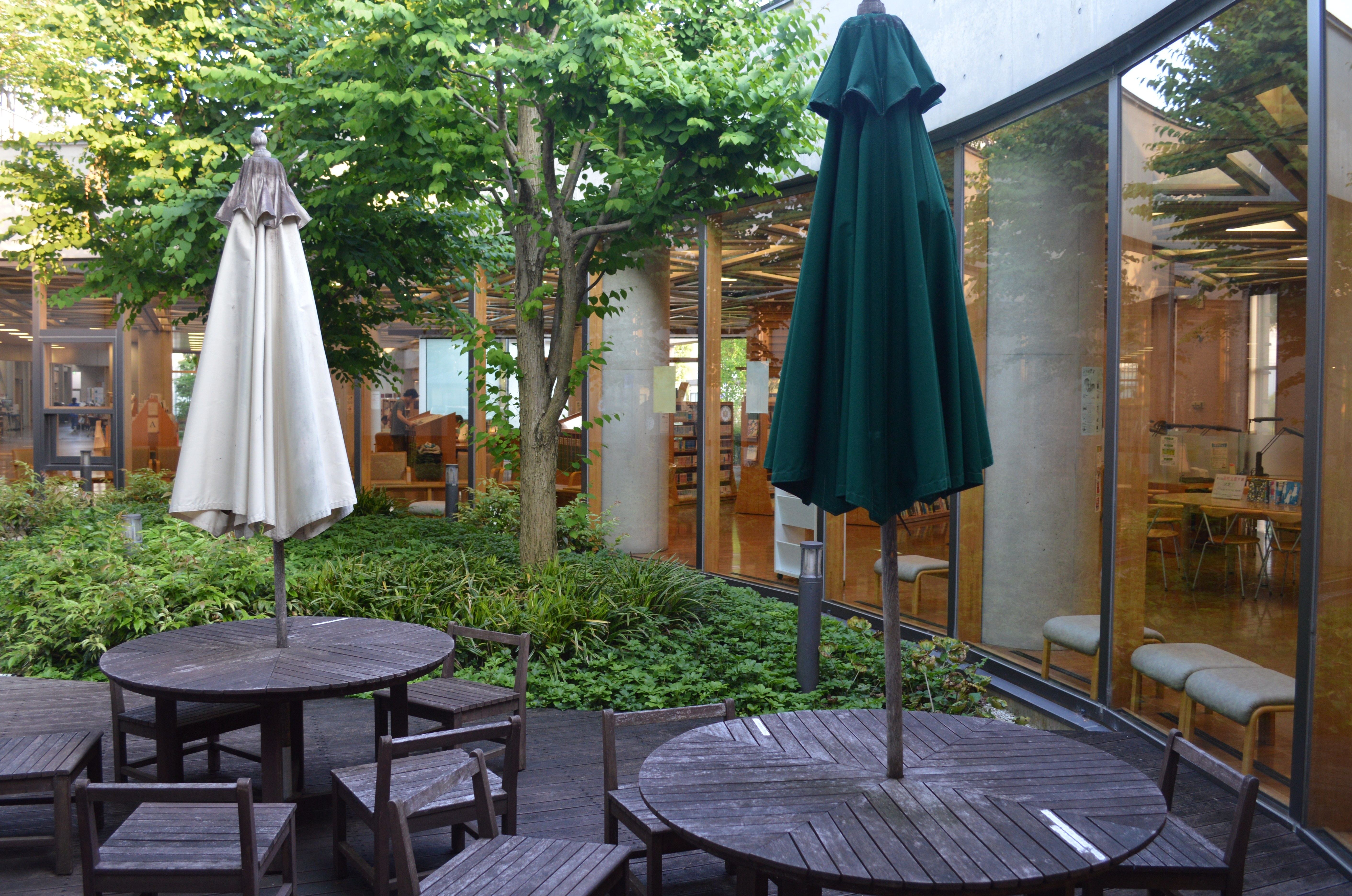
建物内にある中庭
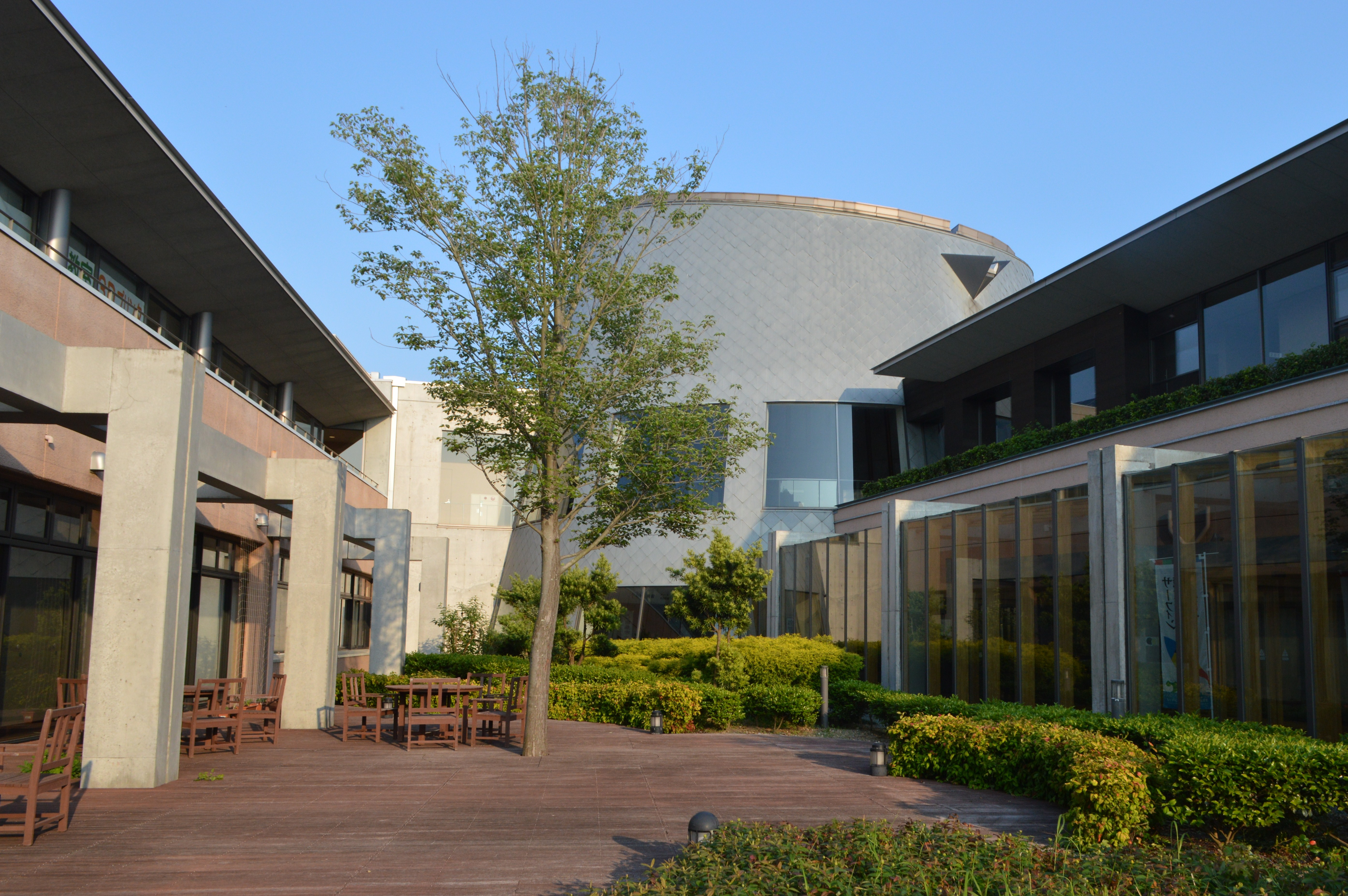
アトリウムと屋外緑地
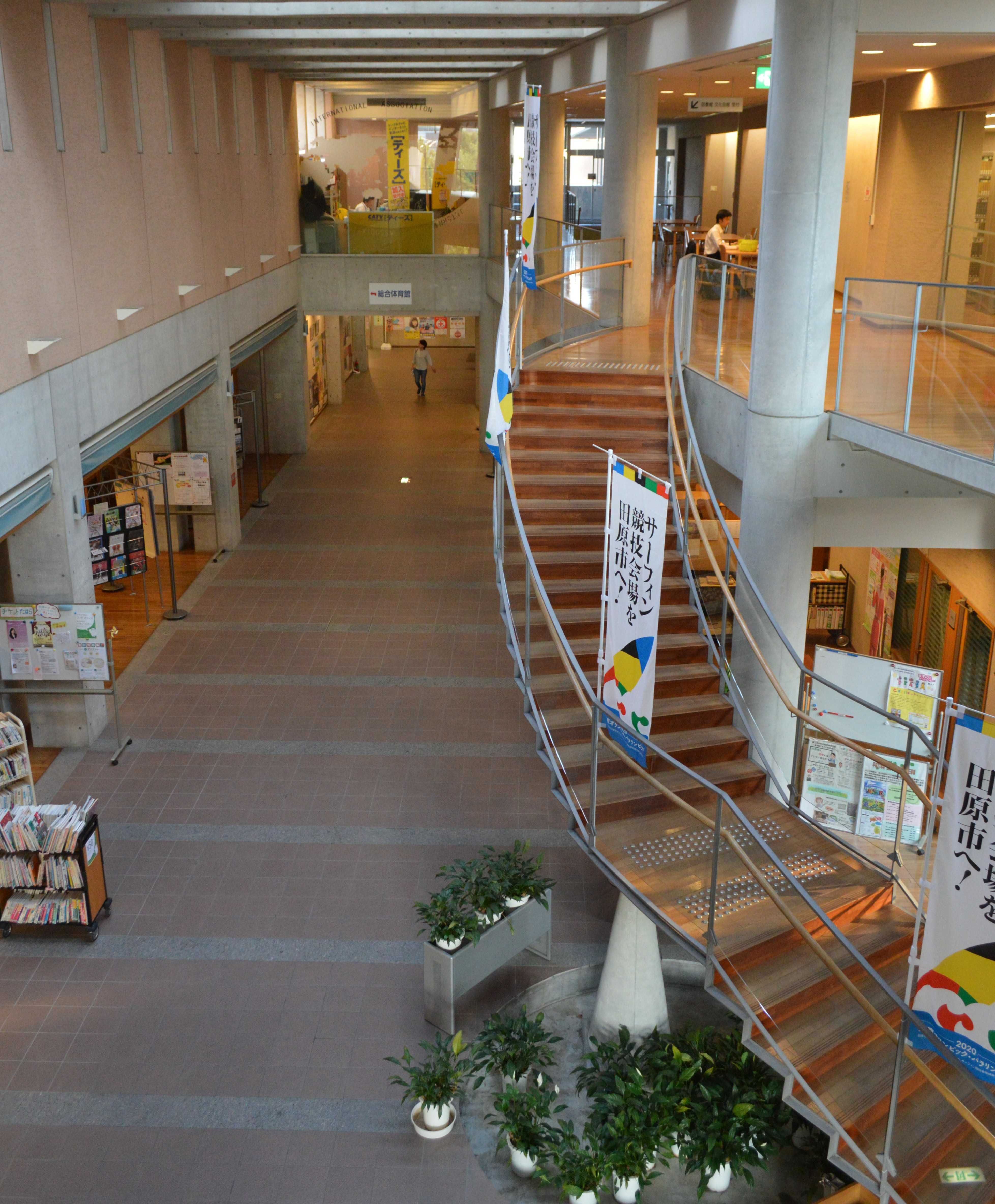
同一敷地内の各施設を結ぶプロムナード
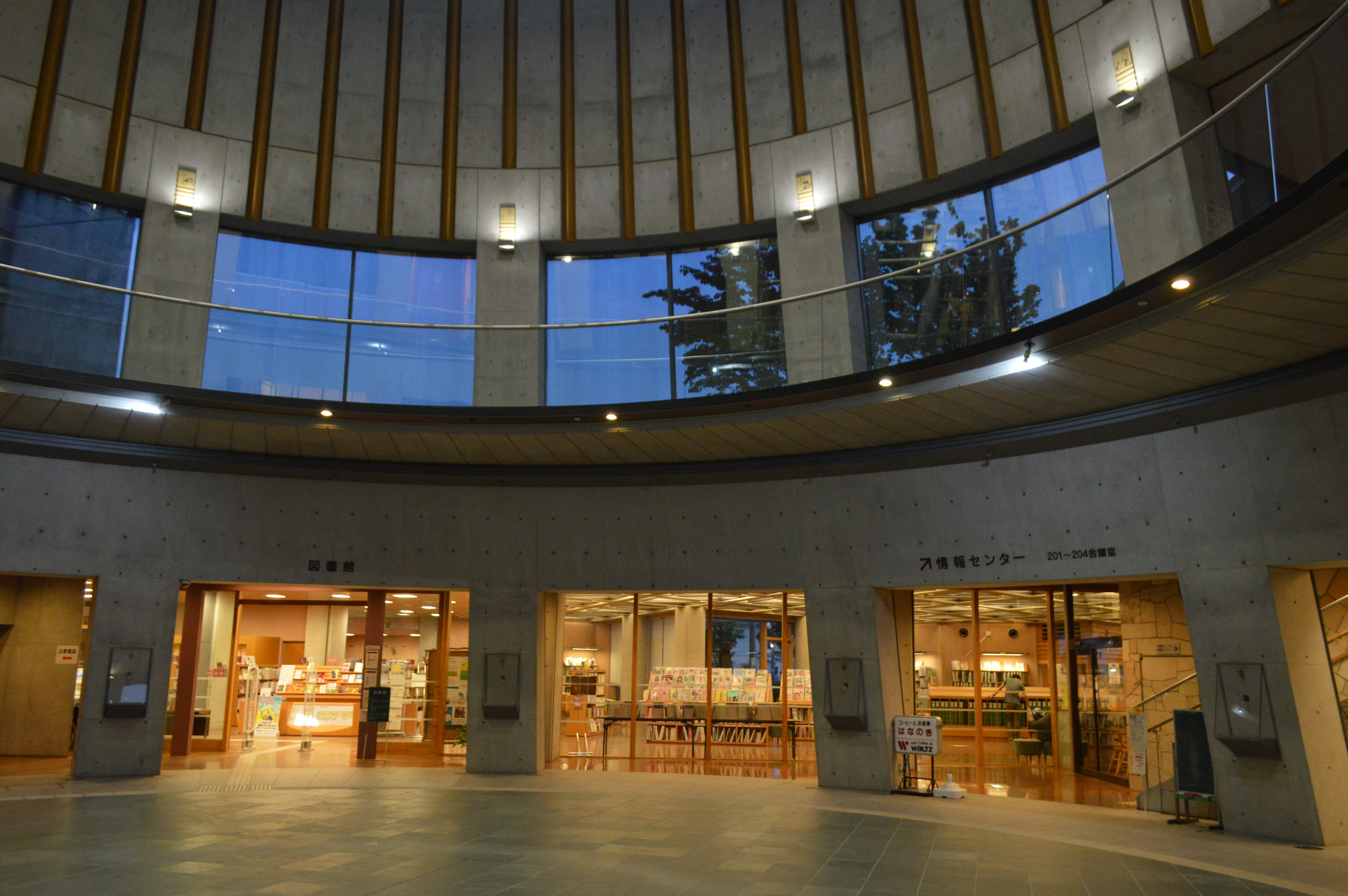
アトリウムから見た図書館入口

### 歴史
| 田原市図書館の蔵書点数 | 田原市図書館の蔵書点数 | 田原市図書館の蔵書点数 | 田原市図書館の蔵書点数 | 田原市図書館の蔵書点数 |
| ---------------------- | ---------------------- | ---------------------- | ---------------------- | ---------------------- |
| 年度                   |                        |                        |                        | 点数                   |
| 2002                   | 2002                   |                        | 143,083                | 143,083                |
| 2003                   | 2003                   |                        | 206,730                | 206,730                |
| 2005                   | 2005                   |                        | 376,150                | 376,150                |
| 2007                   | 2007                   |                        | 422,693                | 422,693                |
| 2009                   | 2009                   |                        | 440,902                | 440,902                |
| 2011                   | 2011                   |                        | 458,669                | 458,669                |
| 2013                   | 2013                   |                        | 478,043                | 478,043                |

| 田原市図書館の貸出点数 | 田原市図書館の貸出点数 | 田原市図書館の貸出点数 | 田原市図書館の貸出点数 | 田原市図書館の貸出点数 |
| ---------------------- | ---------------------- | ---------------------- | ---------------------- | ---------------------- |
| 年度                   |                        |                        |                        | 点数                   |
| 2002                   | 2002                   |                        | 319,909                | 319,909                |
| 2003                   | 2003                   |                        | 581,815                | 581,815                |
| 2005                   | 2005                   |                        | 746,675                | 746,675                |
| 2007                   | 2007                   |                        | 870,629                | 870,629                |
| 2009                   | 2009                   |                        | 933,904                | 933,904                |
| 2011                   | 2011                   |                        | 948,879                | 948,879                |
| 2013                   | 2013                   |                        | 888,793                | 888,793                |

#### 田原町文化会館図書室
1911年7月14日には田原町中部尋常高等小学校に田原町通俗図書館が設置されている（1911年8月設置とする資料もある）。その後、同年8月に野田村立通俗図書館が、1916年9月には神戸村立通俗図書館がそれぞれ設置された（野田村・神戸村は、1955年1月に田原町と合併）。
1983年11月3日には延床面積160m2の田原町文化会館図書室が開館した。1986年の第3次田原町総合計画では図書館の建設が構想され、1991年の田原中央地区市街地再開発基本設計には1,300m2という具体的な延床面積が盛り込まれた。1996年の第4次田原町総合計画では、蔵書10万冊以上の図書館整備の促進がうたわれ、図書館建設構想委員会が設置された。
1998年には田原町図書館の建設基本計画が策定された。名張市立図書館・天童市立図書館・袖ケ浦市立中央図書館・調布市立図書館などの実績を持つ和設計事務所をプロポーザル方式で選定し、運営方針を設計に反映させた。計画当初から基本方針に「住民参加」を掲げ、設計・施工段階で住民や設計・施工業者との間で10回以上の意見交換会「情報広場」を行った。この意見交換会に参加した住民の多くは、田原町図書館開館後にも図書館フレンズたはらやNPOたはら広場の一員として図書館に関わっている。2000年11月には22億8,900万円の予算で図書館の建設が開始された。2001年7月31日には田原文化会館の改修工事にともなって文化会館図書館が閉館した。

#### 田原町図書館/田原市図書館
2002年3月15日に新図書館が竣工し、8月2日に田原町図書館が開館した。開館時点では図書9万冊、雑誌460種類、新聞24紙を備えていた。開館初日は夏休み中ということもあって子どもが多く来館し、8月2日の入館者数は3,082人、貸出点数は3,663点を数えた。昭島市民図書館、日野市立図書館で図書館員を経験した森下芳則が初代館長に就任し、開館時には職員の半数以上が20代前半という若い図書館だった。
2003年には田原町と赤羽根町が合併して田原市となり、8月20日には田原市中央図書館に改称。2006年8月3日から試験的に木曜日の開館時間を午後8時までとした（〜2020年3月31日）。12月には東三河地方初、また愛知県で3館目となる自動貸出機を導入。この自動貸出機は利用者に好評であり、開始から3か月の間に1日平均50人が利用した。
2008年7月には無線LANサービスを開始し、9月13日には英語多読コーナーを設置。無線LANサービスは三河地方の図書館で初の試みであり、英語多読コーナーは蒲郡市立図書館に次いで東三河地方2番目である。さまざまな取り組みが評価された結果、図書館を新設する予定のある岡崎市や日進市から視察を受けている。
2010年には森下が退任し、公募によって豊田高広が第2代館長に就任。豊田は静岡市立御幸町図書館の前館長であり、御幸町図書館は2007年にLibrary of the Yearの会場賞・優秀賞を受賞している。2010年7月には三重県の鳥羽市立図書館と共同で、鳥羽伊良湖航路廃止問題特集展示を行った。
2011年には館内にこどもしつ「かがくのへや」を開室。2012年にはiPadの貸出サービスを開始し、館内に「泉名月記念ふしぎ図書館」コーナーを設置した。2015年3月には、視覚や聴覚に障害を持つ利用者向けの「にじいろサービス」を開始し、拡大読書器・音声再生器・対面朗読サービスなどを行っている。

## 分館

### 赤羽根図書館

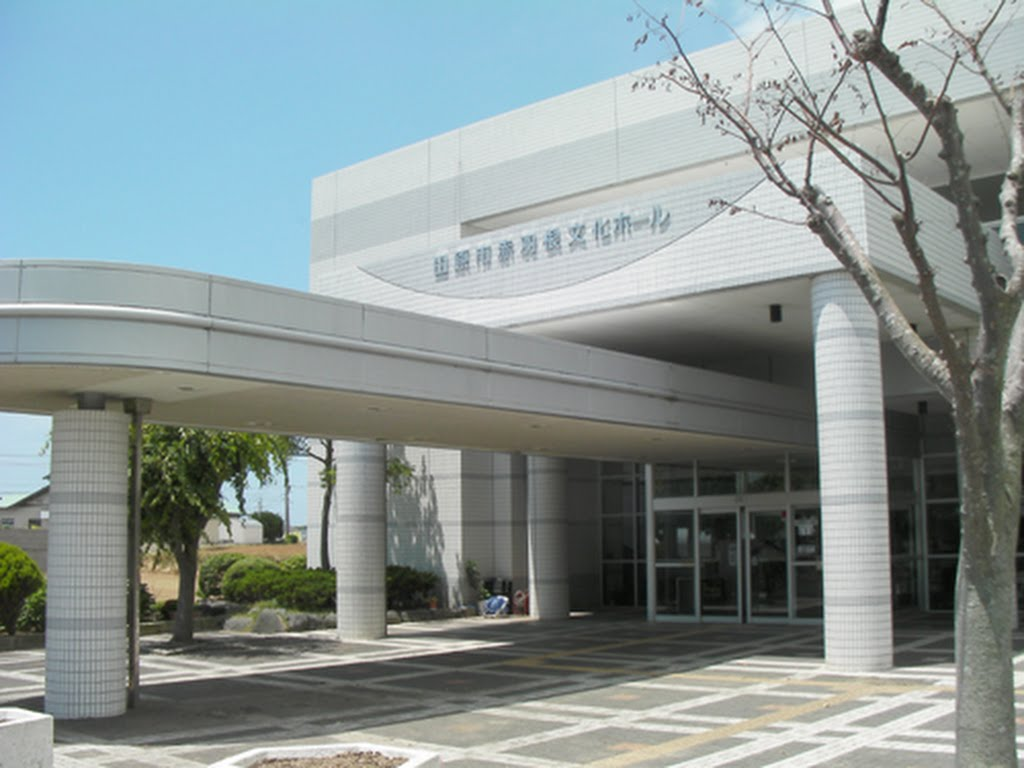
田原市赤羽根文化会館

#### 基礎情報
- 名称 : 田原市赤羽根図書館
- 旧称 : 赤羽根町図書館
- 延床面積 : 341m2[86]
- 開館 : 1992年11月3日[86]
- 所在地 : 441-3502 愛知県田原市赤羽根町赤土1北緯34度37分07.3秒 東経137度12分39.5秒 / 北緯34.618694度 東経137.210972度
- 蔵書数 : 3万5,438点（2012年）[66]
- 貸出数 : 3万5,029点（2012年）[66]
- 来館者数 : 8,233人（2012年）[66]

旧赤羽根町域にある。田原市赤羽根図書館は赤羽根文化会館の2階に併設され、一般室とこどもしつに分かれている。赤羽根文化会館は鉄筋コンクリート造2階建であり、図書館部分の延床面積は341m2である。田原市コミュニティバスが施設前に停車し、豊鉄バスでは伊良湖支線の「赤羽根市民センター前」が最寄停留所である。

#### 歴史
1992年11月3日、赤羽根町文化会館の開館に合わせて赤羽根町図書館が開館。合併前の赤羽根町には町の規模に見合った施設・資料費・職員数で図書館が整備されていたが、合併時点の1人あたり年間貸出冊数は2.2冊と愛知県最小規模であった。
2003年8月20日には赤羽根町が田原町に編入（即日市制施行して田原市に）され、田原市赤羽根図書館に改称した。これにともない、移動図書館「いずみ号」が赤羽根地区の3小学校に運行を開始している。9月30日にはシステム統合のため休館し、コンピュータシステムの統合・書誌データの置換やバーコード貼付などを行ったあと、12月2日に再開館した。2012年11月3日には開館20周年を迎えた。

### 渥美図書館

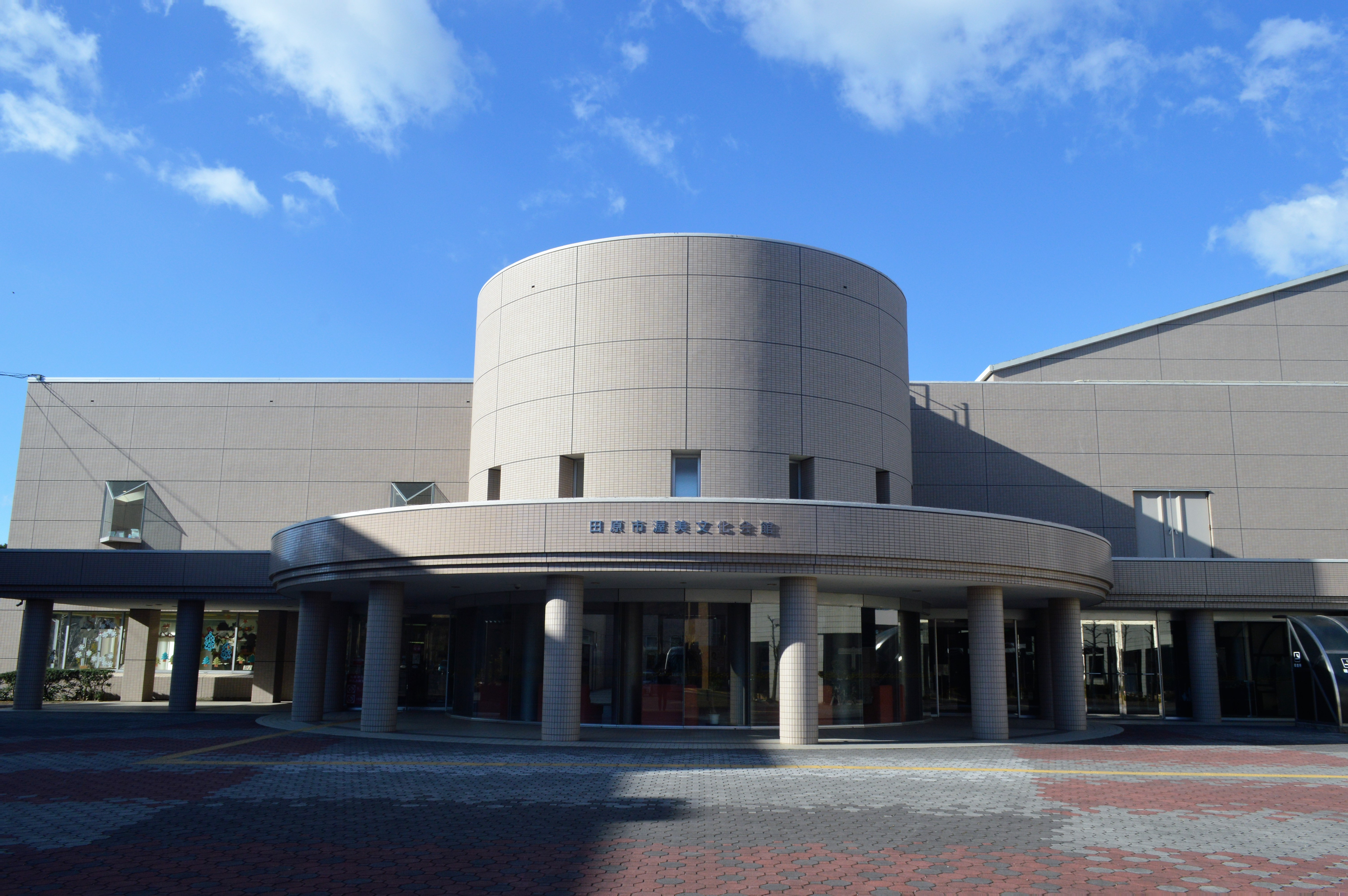
田原市渥美文化会館

#### 基礎情報
- 名称 : 田原市渥美図書館
- 旧称 : 渥美町中央公民館図書室、渥美町立図書館
- 延床面積 : 1,693m2[86]
- 開館 : 1994年6月9日[86]
- 所在地 : 441-3613 愛知県田原市古田町岡ノ越6-4北緯34度37分22.2秒 東経137度06分30.1秒 / 北緯34.622833度 東経137.108361度
- 蔵書数 : 12万8,161点（2012年）[66]
- 貸出数 : 12万4,359点（2012年）[66]
- 来館者数 : 4万6,490人（2012年）[66]

旧渥美町の中心部、福江地区南部の丘陵地にある。田原市渥美図書館は鉄筋コンクリート造3階建の渥美文化会館に内包されており、図書館部分の延床面積は1,693m2である。1階左手には児童閲覧室、中央にはカウンター、奥には一般閲覧室があり、カウンターの左側にはAVコーナーがある。2階には杉浦明平寄贈図書室・学習室があり、『カフカ全集』『漱石全集』など約8,000冊が閲覧できる。田原市コミュニティバスの「渥美支所前」からすぐであり、豊鉄バスでは伊良湖本線の「福江」バス停を下車して徒歩10分の場所にある。
定期的に『図書館だより』を発行し、乳児へのブックスタート、児童へのおはなし会の開催などを行っている。ボランティア養成講座や文学講座などの講座、苔玉つくり教室や手作り教室などの教室、子ども一日司書や図書館まつりなどのイベントを行い、家族の似顔絵展や読書感想画展などの企画展示を行っている。

#### 歴史
| （旧）渥美町図書館の蔵書点数 | （旧）渥美町図書館の蔵書点数 | （旧）渥美町図書館の蔵書点数 | （旧）渥美町図書館の蔵書点数 | （旧）渥美町図書館の蔵書点数 |
| ---------------------------- | ---------------------------- | ---------------------------- | ---------------------------- | ---------------------------- |
| 年度                         |                              |                              |                              | 点数                         |
| 1994                         | 1994                         |                              | 59,176                       | 59,176                       |
| 1996                         | 1996                         |                              | 71,168                       | 71,168                       |
| 1998                         | 1998                         |                              | 79,870                       | 79,870                       |
| 2000                         | 2000                         |                              | 84,857                       | 84,857                       |
| 2002                         | 2002                         |                              | 91,753                       | 91,753                       |
| 2003                         | 2003                         |                              | 100,453                      | 100,453                      |

1914年12月には泉村の泉尋常高等小学校内に泉通俗図書館が、1918年には福江町の福江尋常高等小学校内に福江町立通俗図書館が、1920年には伊良湖岬村に伊良湖岬村立通俗図書館が設置され、3町村の通俗図書館が出そろった。3町村は1955年4月に合併して渥美町となり、同年5月には渥美町立図書館が開館している。
1981年には渥美町中央公民館に図書室が設置され、約5,000冊の蔵書を有した。1987年にはトラックを改造した移動図書館「やしの実号」の運行が開始された。1993年には福江村出身の小説家である杉浦明平から図書1万7,000冊の寄贈を受け、2階に寄贈図書室が設けられた。1994年6月9日には渥美町文化会館内に渥美町立図書館が開館。開館時の蔵書数は5万9,176冊であり、開館初年度の入館者数は2万4,123人だった。2万8,365人だった1998年をピークに入館者数は減少傾向にあったが、2003年に開館時間が延長されると再び増加に転じた。1998年4月には移動図書館の運行を終了したものの、2003年12月には出張図書館として再開された。合併前の渥美町には町の規模に見合った施設・資料費・職員数で図書館が整備されており、年間資料費は約800万円、1人あたり貸出冊数は約4冊だった。2人の正規職員がいたが、日常業務はほとんど臨時職員が担当していた。渥美町時代の所在地は渥美郡渥美町大字古田字岡ノ越6-4。
2005年10月1日には渥美町が田原市に編入され、田原市渥美図書館と改称した。これにともない、移動図書館「やしの実号」が渥美地区の8小学校への運行を開始している。10月1日からはシステム統合のために休館し、コンピュータシステムの統合・書誌データの置換やバーコード貼付などを行ったあと、12月1日に再開館した。2014年6月9日には開館20周年を迎えた。2014年12月16日から2015年1月5日まで改装のために閉館し、1月6日にリニューアルオープンした。1回には飲食可能場所が設置され、2階の学習コーナーには個人用仕切りが設けられたほか、ティーンズコーナーが設けられた。

## 移動図書館

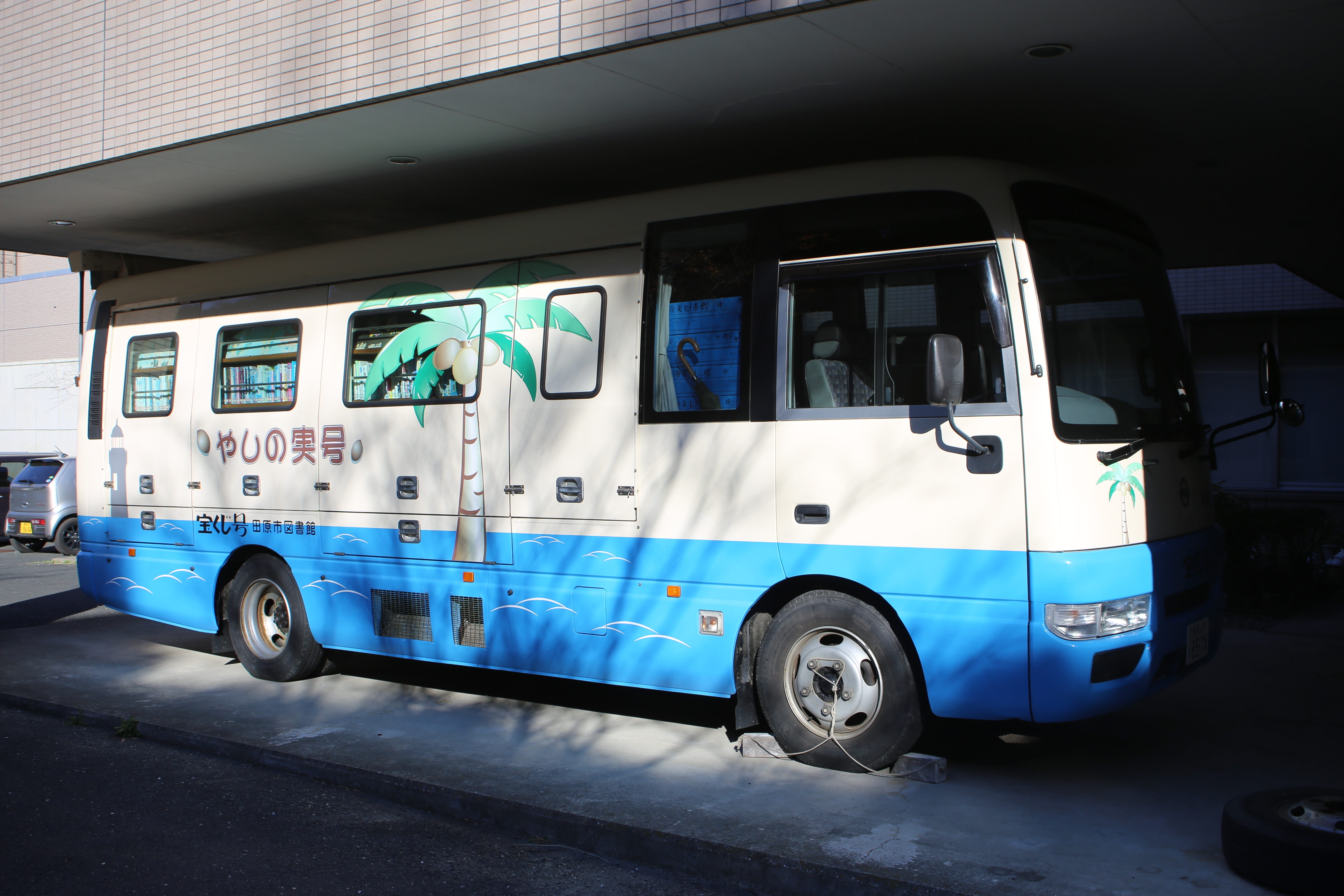
「やしの実号」

愛知県図書館が移動図書館車「いずみ号」を廃止した1999年度末には、田原町がこの車両を無償で譲り受けた。2000年9月には図書館サービスの継続と新図書館の広報宣伝を兼ねて、移動図書館「いずみ号」が運行を開始した。移動図書館車は町内の小学校を巡回場所としたほかに、田原町リサイクルプラザにもステーションを設置している。絵本・図鑑・児童文学など約3,000冊を積み込み、田原市内の全小学校を月2回ずつ巡回している。田原市と渥美町の合併前には岡崎市立図書館から移動図書館車を譲り受け、移動図書館は2台体制となった。2,500冊を積載できる「やしの実号」は渥美図書館に配属され、2005年10月に運行を開始している。
2008年8月には埼玉県立熊谷図書館から移動図書館車を譲り受け、運行開始から約20年が経過して老朽化していた「いずみ号」を置き換えた。2008年度には2台の移動図書館を合わせて約7,600点の図書が貸し出された。
2010年4月には日本宝くじ協会の助成金1,250万円を充てて、老朽化していた「やしの実号」を新車両に置き換えた。「やしの実号」はマイクロバスを改造しており、「いずみ号」よりも多い3,000冊を積むことができる。「いずみ号」は中央図書館に配属されて田原地区・赤羽根地区を巡回し、「やしの実号」は渥美図書館に配属されて渥美地区を巡回している。2015年からは移動図書館車の巡回頻度を減らし、学校に図書を配送する物流システムの試験運用を開始した。これによって調べ学習などに用いる図書資料の配送が容易になり、学校司書の負担が緩和されている。

### 図書館事業年報
- 田原市図書館『田原市の図書館 図書館事業年報（平成14年度）』田原市、2003年。
- 田原市図書館『田原市の図書館 図書館事業年報（平成15年度）』田原市、2004年。
- 田原市図書館『田原市の図書館 図書館事業年報（平成16年度）』田原市、2005年。
- 田原市図書館『田原市の図書館 図書館事業年報（平成17年度）』田原市、2006年。
- 田原市図書館『田原市の図書館 図書館事業年報（平成18年度）』田原市、2007年。
- 田原市図書館『田原市の図書館 図書館事業年報（平成19年度）』田原市、2008年。
- 田原市図書館『田原市の図書館 図書館事業年報（平成20年度）』田原市、2009年。
- 田原市図書館『田原市の図書館 図書館事業年報（平成21年度）』田原市、2010年。
- 田原市図書館『田原市の図書館 図書館事業年報（平成22年度）』田原市、2011年。
- 田原市図書館『田原市の図書館 図書館事業年報（平成23年度）』田原市、2012年。
- 田原市図書館『田原市の図書館 図書館事業年報（平成24年度）』田原市、2013年。
- 田原市図書館『田原市の図書館 図書館事業年報（平成25年度）』田原市、2014年。
- 田原市図書館『田原市の図書館 図書館事業年報（平成26年度）』田原市、2015年。
- 田原市図書館『田原市の図書館 図書館事業年報（平成27年度）』田原市、2016年。
- 田原市図書館『田原市の図書館 図書館事業年報（平成28年度）』田原市、2017年。
- 田原市図書館『田原市の図書館 図書館事業年報（平成29年度）』田原市、2018年。

### 書籍・雑誌論文
- 愛知県渥美郡『渥美郡史』渥美郡、1923年。
- 渥美町『渥美町史歴史編 別冊 渥美町年表』渥美町、1991年。
- 渥美町町史編さん委員会『渥美町史 現代編』渥美町、2005年。
- 大阪府市町村振興協会; おおさか市町村職員研修研究センター (2010), 平成21年度 共同研究「図書館運営のあり方研究会」報告書「今、図書館がやるべきこと!」
- 加藤三郎『愛知県図書館史年表資料考説: 愛知県における図書館のあゆみ』中部図書館学会、1981年。
- 建築思潮研究所『建築設計資料 97: 図書館3 最大の可能性をすべての利用者に』建築資料研究社、2004年。
- 国立国会図書館「地域活性化志向の公共図書館における経営に関する調査研究」『図書館調査研究リポート』第15号、2014年3月。
- 高柳有理子「三河の図書館 東三河を中心に」『みんなの図書館』第468号、教育史料出版会、2016年4月、35-38頁。
- 田原町文化財保護審議会、田原町史編さん委員会『田原町史 下巻』田原町教育研究会、1978年。
- 辻一生「田原市図書館公式ツイッターは、なぜ返信をするのか」『みんなの図書館』第440号、教育史料出版会、2013年12月、44-48頁。
- 豊田高広「成熟期にして転換期 : 田原市図書館の実践」『図書館界』第64巻第3号、教育史料出版会、2012年9月、206-211頁。
- 日本図書館協会『近代日本図書館のあゆみ 地方編 日本図書館協会創立百年記念』日本図書館協会、1992年。
- 森下芳則「桑名市立中央図書館と田原市中央図書館との比較」『みんなの図書館』第363号、教育史料出版会、2007年、66-73頁。
- 「県内公共図書館の紹介 渥美町立図書館」『年魚市』第7号、愛知県図書館、1994年、34頁。